# Quildeberto II
Quildeberto II (570 — 595) foi rei merovíngio da Austrásia de 575 até sua morte em 595. Foi o filho mais velho e sucessor de Sigeberto I e rei da Borgonha de 592 até sua morte, como filho adotado e sucessor de seu tio Gontrão.
Quando seu pai foi assassinado em 575, Quildeberto foi levado de Paris por Gundobaldo, um de seus lordes fiéis, para Metz (capital austrasiana), onde foi reconhecido como soberano. Ele tinha então apenas cinco anos de idade, e durante sua longa menoridade o poder foi disputado entre sua mãe Brunilda e a nobreza.
Quilperico II, rei de Paris, e Gontrão tentaram uma aliança com Quildeberto, sendo adotado por ambos. Mas após o assassinato de Quilperico em 584 e os perigos ocasionados à monarquia franca pela expedição de Gundobaldo em 585, Quildeberto aceitou sem reservas o apoio de Gontrão.
Pelo Tratado de Andelot de 587, Quildeberto foi reconhecido como herdeiro de Gontrão, e com a ajuda de seu tio ele sufocou as revoltas da nobreza. Muitas tentativas contra sua vida foram feitas por Fredegund, esposa de Quilperico, que ansiava por assegurar seu filho Clotário II como herdeiro de Gontrão.
Com a morte de Gontrão em 592, Quildeberto anexou o reino da Borgonha, tomando também os estados de Clotário, tornando-se rei único dos francos. Contudo, ele morreu em 595. Quildeberto II tinha relações com o Império Bizantino, e atacou os lombardos na Itália em 585 em nome do imperador Maurício.

## Progenitores
Pai: Sigeberto I (◊ 535 † 575)

Mãe: Brunilda da Austrásia (◊ entre 545 e 550 † 613)

## Casamentos e filhos
- em c. 585 com Faileube (◊ 572 † 595), filha de Leovegildo I, rei dos visigodos da Espanha

1. ♂ Teodeberto II (◊ 586 † c. 612)
2. ♂ Teodorico II (◊ 587 † 613)
3. ♂ ? (◊ 589 † 589)
4. ♀ Teudelinde (◊ entre 590 e 595 † ?)